# Суручень
Суручень (рум. Suruceni) — село в Яловенському районі Молдови. Утворює окрему комуну.

## Етимологія
Назва села пішла від турецького слова, що означає «захисник лісу».

## Історія
Датою виникнення села вважається 1462 рік. Перша документальна згадка про село відноситься до 1528 р. У 1785 році був закладений монастир святого Георгія, який функціонує і дотепер.

## Відомі жителі
- Апостол Марія Василівна (1922—?) — передовик сільськогосподарського виробництва Молдавської РСР, Герой Соціалістичної Праці.
- Діонісій Суручану (1868—1943) — єпископ Ізмаїльський
- Йон Касіан Суручану (1851—1897) — бессарабський археолог
- Дмитро Суручану (1856—1902) — історик
- Йон Суручану (нар. 1949) — співак
- Влад Даріє (нар. 1952) — політик
- Тудор Русу (нар. 1948) — публіцист